# Stazione di Braga
La stazione di Braga (in portoghese Estação de Braga) è la principale stazione ferroviaria di Braga,  sulla ferrovia di Braga, in Portogallo.